# Jean-Luc Beaumont
Jean-Luc Beaumont, né en 1968, est un psychologue français, Docteur en psychologie, spécialiste des Thérapies Comportementales et Cognitive de couple.

## Biographie
Après des études en classes préparatoires scientifiques, Jean-Luc Beaumont s’oriente vers la psychologie, tout en poursuivant un double cursus en sciences. Devenu agrégé de sciences physiques, il enseigne et rédige plusieurs ouvrages aux éditions Ellipses. En parallèle il poursuit ses études de psychologie comportementale et cognitive à l’université de Lille. En 2009, il soutient sa thèse de doctorat intitulée Les Schémas cognitifs précoces inadaptés et les croyances sur le couple sont-ils prédictifs de l’ajustement conjugal ? sous la direction de Marc Hautekeete. Il est chargé de cours à l'université de Lille puis professeur invité à l'université de Louvain et fonde la société Bienveillus. 
Il est recruté en 2017 comme consultant dans l’émission française Mariés au premier regard diffusée sur M6,. Il y intervient pour les saisons 2 et 3 aux côtés du Dr Catherine Solano et du Pr Pascal de Sutter après une intervention comme thérapeute de couple sur NRJ 12. En 2018, il rejoint également comme expert l’émission belge Mariés au premier regard diffusé sur RTL TVI. La saison 5 est diffusée en prime time sur M6 depuis le 4 juillet 2022.
En 2022, il lance l’application de rencontre SayLove destinée à former des couples fondés sur une compatibilité établie par des questionnaires et un algorithme élaborés scientifiquement. En parallèle, il fonde le site « BetterLove » pour permettre aux couples déjà formés de tester leur compatibilité et d’obtenir des conseils pour remédier aux inévitables zones d’incompatibilité de leur relation afin de la rendre plus agréables et durables.

## Bilan médiatique
- 2015 : Tellement vrai  (sur NRJ 12)
- 2017 : Émission de Valérie Expert - Sud Radio avec le Dr Catherine Solano
- 2017-2019 : Mariés au premier regard saison 2 et 3 (sur M6)
- 2018-2022 : Mariés au premier regard (sur RTL TVI) saisons 2, 3, 4 & 5.